# Jeremy Horn
Jeremy Graham Horn (ur. 25 sierpnia 1975 w Omaha) – amerykański zawodnik mieszanych sztuk walki (MMA). Jeden z najbardziej doświadczonych zawodników MMA na świecie. Walczył m.in. w UFC, PRIDE FC, IFL oraz King of the Cage.

## Kariera MMA
Horn swoją zawodową karierę MMA rozpoczął w 1996 roku. Początkowo walczył na lokalnych zawodach w stanie Iowa i Illinois. Swój pierwszy, większy pojedynek stoczył 25 czerwca 1997 roku gdzie zremisował z mistrzem UFC Danem Severnem. Rok później sam zadebiutował w UFC, od razu tocząc walkę o pas mistrzowski z Frankiem Shamrockiem, lecz ostatecznie przegrał przez poddanie z o wiele bardziej doświadczonym rywalem. 2 kwietnia 1999 wziął udział w mistrzowskim turnieju International Fighting Championship (IFC) gdzie w półfinale poddał Todda Butlera dźwignią na łokieć. Finałowa walka o tytuł miała się odbyć między Hornem a Kristofem Midoux który w swoim półfinale znokautował rywala w 9. sekundzie, ale w ciągu tych kilku sekund zdążył uszkodzić łokieć co uniemożliwiło mu wyjście do finałowego starcia. Organizatorzy postanowili ogłosić mistrzem wagi ciężkiej Horna.
5 maja 1999 roku na UFC 19 poddał nieznanego jeszcze wtedy szerszej publiczności Chucka Liddella duszeniem trójkątnym. W 2000 roku stoczył przegrany pojedynek z przyszłym mistrzem PRIDE Antônio Rodrigo Nogueirą na gali WEF 8. Jeszcze w tym samym roku przegrywał z wschodzącymi gwiazdami MMA: Ricardo Aroną i Randym Couture na japońskich galach Fighting Network RINGS oraz zwyciężył z Eugenem Jackosem na UFC 27.
W 2001 roku związał się z czołową japońską organizacją MMA – PRIDE Fighting Championships. W swoim debiucie na PRIDE 18 pokonał faworyzowanego zawodnika gospodarzy Akirę Shojiego przez decyzję. W kolejnej walce w PRIDE zwyciężył Holendra Gilberta Yvela, też przez decyzję sędziów – oba pojedynki wygrywając głównie dzięki znajomości walki zapaśniczej. W 2002 roku największym sukcesem było zdobycie tytułu mistrza kanadyjskiej federacji UCC, wygrywając przez rozbicie o matę ringu (czyli tzw. slam) Stephana Potvina już w 35. sekundzie starcia.
16 maja 2003 roku zdobył pas mistrzowski rozwijającej się organizacji King of the Cage w wadze półciężkiej pokonując Vernona White'a na punkty. Jeszcze w tym samym roku we wrześniu wystartował mocno obsadzonym turnieju IFC: Global Domination. W ćwierćfinale turnieju poddał dźwignią na łokieć Ormianina Michaiła Awetisjana, a w półfinale znokautował wysokim kopnięciem na głowę Forresta Griffina, lecz w finale uległ brazylijskiemu ekspertowi od bjj Renato Sobralowi na punkty. W tym samym miesiącu zremisował z Anglikiem Jamesem Zikiciem na Extreme Brawl 4, a pod koniec roku w grudniu obronił pas mistrzowski King of the Cage wypunktowując na pełnym dystansie Deana Listera.
Początek roku dla Horna również był udany. 28 lutego 2004 roku zdobył pas mistrzowski czołowej kanadyjskiej organizacji TKO Major League poddając duszeniem gilotynowym broniącego tytułu Davida Loiseau. W maju pokonał Chaela Sonnena na Extreme Challenge 57 przez TKO oraz przegrał z Brazylijczykiem Andersonem Silvą w Korei. Jeszcze w tym samym roku ponownie pokonał Sonnena, tym razem poddając go na gali SF 6: Battleground in Reno.
20 sierpnia 2005 roku doszło do rewanżu Horna z Chuckiem Liddellem w UFC. Stawką było mistrzostwo w wadze półciężkiej. Walka została przerwana w 4. rundzie ze względu na zaburzenie wzroku u Horna na skutek wycieńczenia organizmu oraz ciosów które przyjął. Po tej przegranej Horn zszedł wagę niżej, do średniej pokonując kolejno Trevora Prangleya na UFC 56 oraz kolejny raz Chaela Sonnena na gali UFC 60.
We wrześniu 2006 roku w swoim debiucie w International Fight League przegrał przez TKO ze srebrnym medalistą olimpijskim w zapasach z Sydney Mattem Lindlandem. W drugiej walce w IFL zwyciężył przez niejednogłośną decyzję sędziów z Falaniko Vitale. W tym samym roku przegrał z Brazylijczykiem Jorge Santiago przez ciężki nokaut na gali. Również w tym roku założył swój klub – Elite Performance, w którym trenowali m.in. byli mistrzowie UFC Matt Hughes, Jens Pulver czy Rich Franklin.
W 2008 roku powrócił do UFC ale z miernym skutkiem. Horn przegrał wszystkie trzy pojedynki w słabym stylu, kolejno z Natem Marquardtem, w rewanżu z Deanem Listerem (oba przed czasem) oraz Rousimarem Palharesem na punkty i został zwolniony z organizacji.
Lata 2009-2011 przyniosły Hornowi tytuły w mniejszych organizacjach. Zdobył m.in. pasy mistrzowskie organizacji 5150 Combat League, International Fighting Championship oraz Elite 1 MMA. Stoczył też przegrany pojedynek w Bellator Fighting Championships z Bryanem Bakerem oraz z Thalesem Leitesem na szwedzkiej gali Superior Challenge 7. Po prawie trzech latach przerwy (głównie spowodowaną prowadzeniem własnej organizacji MMA) 6 kwietnia 2014 wygrał swoją 90 zawodową walkę poddając Dana McGlassona na lokalnej gali w Illinois.

## Osiągnięcia
- 2014: Sugar Creek Showdown – mistrz w wadze półciężkiej
- 2011: Elite 1 MMA – mistrz w wadze średniej
- 2010: International Fighting Championship – mistrz w wadze średniej
- 2010: 5150 Combat League – mistrz w wadze średniej
- 2004: TKO Major League – mistrz w wadze średniej
- 2003: IFC: Global Domination – 2. miejsce w turnieju wagi półciężkiej
- 2003: King of the Cage – mistrz w wadze półciężkiej
- 2002: Universal Combat Challenge – mistrz w wadze półciężkiej
- 2000: Fighting Network RINGS: Rising Stars – 1. miejsce w turnieju wagi średniej
- 1999: IFC: Fighters Revenge – 1. miejsce w turnieju wagi ciężkiej

## Jeremy Horn's Elite Fight Night
Od 2008 roku Horn organizuje zawodowe gale MMA sygnowane swoim nazwiskiem – Jeremy Horn's Elite Fight Night. Gale mają na celu promowanie początkujących i niedoświadczonych zawodników. W latach 2008–2013 odbyło się 21 zawodowych gal.